# Къща на улица „Гоце Делчев“ № 45
Къщата на улица „Гоце Делчев“ № 45 (на македонска литературна норма: Куќа на улица „Гоце Делчев“ бр. 45) е възрожденска къща в град Щип, Северна Македония. Къщата е обявена за значимо културно наследство на Северна Македония.

## Архитектура
Сградата е разположена улица „Гоце Делчев“ № 45. Състои се от приземие и един етаж. Приземието е каменно, а етажът е паянтова конструкция. Междуетажната конструкция е дървена, а покривът е на четири води. Входът е директно от улицата през шест стъпала, водещи към странично поставена входна двукрила врата. От вратата се влиза в коридор, вляво от което са разположени помещенията. Коридорът води до задния двор, ограден с високи каменни зидове от три страни. Стълбите към втория етаж са дървени и външни. На горния етаж има три помещения с равномерно разположени прозорци на предната фасада.